# Pałac w Bystrzycy Górnej z XVI w.
Pałac w Bystrzycy Górnej – zabytkowy pałac  wybudowany w XVI w. w Bystrzycy Górnej.

## Położenie
Pałac położony jest w Bystrzycy Górnej – wsi w Polsce, w województwie dolnośląskim, w powiecie świdnickim, w gminie Świdnica.

## Historia
Pałac z końca XIX w., pierwotnie pochodził z XVI wieku, ale spłonął w 1799 r. Obecny wobec licznych przebudowań i remontów nie można uznać za reprezentanta żadnego ze znanych stylów. Zajmuje go ośrodek wychowawczy i szkoła specjalna. Obiekt jest częścią zespołu pałacowego, w skład którego wchodzi jeszcze park otaczający pałac.